# Edgar (Wisconsin)
Edgar és una població dels Estats Units a l'estat de Wisconsin. Segons el cens del 2000 tenia 1.386 habitants.

## Demografia
Segons el cens del 2000, Edgar tenia 1.386 habitants, 542 habitatges, i 377 famílies. La densitat de població era de 322,4 habitants per km².
Dels 542 habitatges en un 35,8% hi vivien nens de menys de 18 anys, en un 57,7% hi vivien parelles casades, en un 7,4% dones solteres, i en un 30,4% no eren unitats familiars. En el 25,1% dels habitatges hi vivien persones soles l'11,4% de les quals corresponia a persones de 65 anys o més que vivien soles. El nombre mitjà de persones vivint en cada habitatge era de 2,56 i el nombre mitjà de persones que vivien en cada família era de 3,1.
Per edats la població es repartia de la següent manera: un 26,8% tenia menys de 18 anys, un 8,3% entre 18 i 24, un 30,7% entre 25 i 44, un 20,3% de 45 a 60 i un 13,9% 65 anys o més.
L'edat mediana era de 35 anys. Per cada 100 dones de 18 o més anys hi havia 96,5 homes.
La renda mediana per habitatge era de 40.759 $ i la renda mediana per família de 51.250 $. Els homes tenien una renda mediana de 32.569 $ mentre que les dones 22.426 $. La renda per capita de la població era de 21.605 $. Aproximadament el 4% de les famílies i el 4,3% de la població estaven per davall del llindar de pobresa.

## Poblacions més properes
El següent diagrama mostra les poblacions més properes.